# 高信頼性代替核弾頭
高信頼性代替核弾頭（こうしんらいせいだいたいかくだんとう、英: Reliable Replacement Warhead、RRW）は、アメリカ合衆国が開発を進めている核弾頭。単純で、信頼性が高く、長期使用が可能で、メンテナンスが容易な次世代核兵器の開発調達計画である。

## 概要
冷戦の終結により、1990年代初めにアメリカ合衆国は核弾頭の新規開発・生産を中止した。冷戦時代に開発された核弾頭は、新型核弾頭が次々と開発されることもあり、メンテナンスについては優先度が高くなかった。小型・高性能核弾頭においては、長期的には変質する物質（PBX 9404やLX-09爆薬）などを用いているケースもあり、長期保管は安全性・信頼性を低下させていた。このほか、プルトニウム自身にも長期保管に伴い、ひび割れや強度低下の懸念があり、中性子反射材として用いられる酸化ベリリウムは有毒で、メンテナンスを困難にするものであった。
このような問題を解決し、核兵器の長期保管・配備を続けるために2004年から高信頼性代替核弾頭(RRW)の開発が開始された。国家核安全保障局が主導している。
RRWは高い信頼性を持ち、容易に製造ができ、長期保管できることが求められている。2006年にはロスアラモス国立研究所とローレンスリバモア国立研究所間で競争設計が行なわれた。2007年3月にはW89核弾頭を基にしたローレンスリバモア案が採用されることとなった。W89は高信頼性を持つ核弾頭として開発が進められていたが1991年に開発中止されていたものである。この時点の計画では2012年頃に生産が開始される予定であった。
しかし、2006年に独立委員会の調査で核弾頭の中枢部であるプルトニウム・ピットの寿命は予想より長く100年程度あることが判明し、RRW推進の意義が薄れた。そのためもあり、2009年2月の大統領教書では、核弾頭長期保管に関する研究は継続するものの、RRWは中止の意向を示している。